# Leon (jméno)
Leon je mužské křestní jméno řeckého původu. Znamená lev. Podobnými variantami jména jsou Léon a León. Ženská podoba tohoto jména je Leona.
Jméno Leon je zároveň i domáckou podobou jména Pantaleon.

## Domácké podoby
Leo, Leonek, Leoš, Leny

## Leon v jiných jazycích
- anglicky, německy, nizozemsky, rusky: Leon
- francouzsky: Léon
- španělsky: León

## Známí nositelé jména
- Leon I. (400–474) – byzantský císař (457–474)
- Leon II. (467–474) – východořímský císař v roce 474
- Leon III. Syrský (kolem 675–741) – byzantský císař (717–741)
- Leon IV. Chazar (750–780) – byzantský císař (775–780)
- Leon V. Arménský (775–820) – byzantský císař (813–820)
- Leon VI. Moudrý (866–912) – byzantský císař
- Leon Abbett (1836–1894) – guvernér New Jersey
- Leon Battista Alberti (1404–1472) – italský renesanční architekt a humanista
- Leon Bailey (* 1997) – jamajský fotbalový útočník
- Léon Bakst (1866–1924) – ruský malíř
- Leon Berbecki (1875–1963) – polský generál
- Léon Bloy (1846–1917) – francouzský katolický spisovatel, esejista, autor pamfletů a básník
- Léon Blum (1872–1950) – francouzský politik
- Leon Bondy (1860–1923) – rakouský a český podnikatel
- Leon Boruński (1909–1942) – polský klavírista a hudební skladatel
- Leon Cave (* 1978) – anglický rockový hudebník
- Leon Cooper (* 1930) – americký fyzik a nositel Nobelovy ceny za fyziku
- Leon Czolgosz (1873–1901) – atentátník, vrah 25. amerického prezidenta Williama McKinleyho
- Leon Derlich (1905–1965) – český etnograf, amatérský lingvista a dialektolog a publicista
- Léon Fairmaire (1820–1906) – francouzský entomolog
- Léon Foucault (1819–1868) – francouzský fyzik
- Leon Garfield (1921–1996) – anglický spisovatel
- Leon Goretzka (* 1995) – německý fotbalový záložník
- Leon Hendrix (* 1948) – americký zpěvák a kytarista, bratr Jimiho Hendrixe
- Leon Chrzanowski (1828–1899) – rakouský člen rakouské Říšské rady
- Leon Chwistek (1884–1944) – polský malíř
- Leon Jackson (* 1988) – skotský zpěvák
- Leon James (1913–1970) – americký černošský tanečník
- Leon Juřica (1935–2014) – český hudební pedagog a hudební skladatel
- Leon Van Loo (1841–1907) – belgický fotograf
- Leon Malhomme (1881–1940) – polský diplomat a politik
- Leon Arje Me'ir (1895–1959) – izraelský historik umění a rektor
- Léon Nagant (1833–1900) – belgický konstruktér a výrobce zbraní
- Leon Osman (* 1981) – britský fotbalista
- Leon Panetta (* 1938) – americký politik
- Leon Piniński (1857–1938) – polský právník a politik
- Leon Rupnik (1880–1946) – jugoslávský armádní generál
- Leon Russell (1942–2016) – americký zpěvák, pianista, kytarista, baskytarista a hudební skladatel
- Leon Spinks (1953–2021) – americký boxer
- Leon Suzin (1901–1976) – polský architekt
- Leon Štukejl (1898–1999) – slovinský olympionik
- Leon Tsoukernik (* 1973) – český podnikatel
- Leon Uris (1924–2003) – americký spisovatel
- Leon ter Wielen (* 1988) – nizozemský fotbalista
- Leon Wilkeson (1952–2001) – americký baskytarista skupiny Lynyrd Skynyrd
- Leon Wolf (1883–1968) – polský advokát a politik